# کشیشتف کوالفسکی
کشیشتف کوالفسکی (لهستانی: Krzysztof Kowalewski؛  ‏ تلفظ نام‌کوچک لهستانی: [ˈkʂɨʂtɔf]؛ ‏ زادهٔ ۲۰ مارس ۱۹۳۷ – درگذشتهٔ ۶ فوریهٔ ۲۰۲۱) بازیگر اهل لهستان بود.

از فیلم‌ها یا برنامه‌های تلویزیونی که وی در آن نقش داشته‌است، می‌توان به سرنوشت‌های لهستانی، نامه به بابا نوئل ۳، در بادیه و بیابان، شر کمتر، کونگ-فو، شوالیه‌های تتونیک، رانندگان جایگزین، ورای تخت جراحی، وقتی منو بگیری باهام چکار می‌کنی؟، سیل، لغزش، دریاچه کنستانس، چهل‌ساله، با آتش و شمشیر (فیلم)، با آتش و شمشیر (مجموعه تلویزیونی)، زندگی برای زندگی: ماکسیمیلیان کلبه، یک قلب گرم، قانون حقیقی، پرستار کودک، تدی خرسه و یانا اشاره کرد.
وی همچنین برندهٔ جوایزی همچون گلوریا آرتیس شد.